# قطب الدين الخلجي
قطب الدين مبارك شاه بن علاء الدين الخلجي. هو رابع وآخر سلاطين السلالة الخلجية حكام سلطنة دلهي. اعتلى عرش السلطنة بعد أن خلع أخاه الأصغر شهاب الدين الذي يبلغ من العمر ست سنوات في شهر محرم سنة 717 هـ/1317م، فقام بسمل عينيه وسجنه. انصرف قطب الدين إلى ترك شؤون الدولة، فقام بعدها أحد أكثر القادة الذين يثق بهم وهو «خسرو خان» بقتله في شهر ربيع الأول سنة 720 هـ/1321م.